# مراسم تحلیف یازدهمین دوره ریاست‌جمهوری در ایران

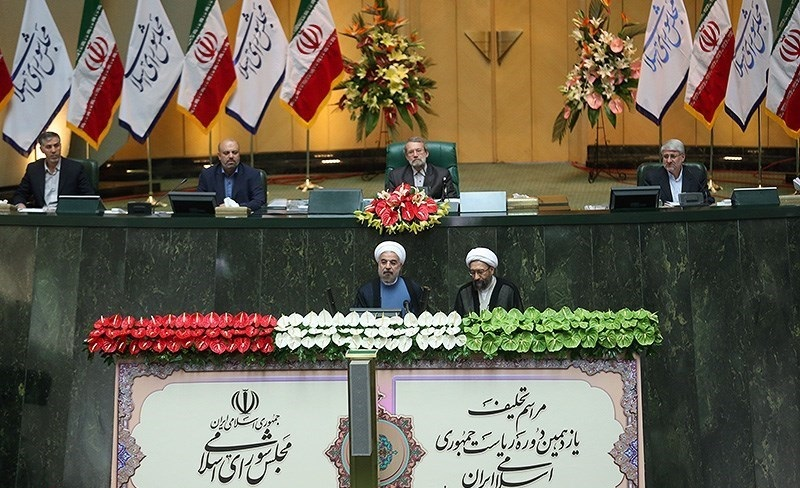

مراسم تحلیف یازدهمین دوره ریاست جمهوری در ۱۳ مرداد ۱۳۹۲ از ساعت ۱۶:۱۵ تا ۱۷:۳۶ در مجلس شورای اسلامی و با حضور شخصیت‌ها و مقامات داخلی و خارجی برگزار گردید. این مراسم یک روز پس از مراسم تنفیذ (تاریخ ۱۲ مرداد) برگزار شد. مراسم تحلیف به صورت مستقیم از ۱۱ شبکه سیما به وسیله ۲۰ دوربین پخش و تصویربرداری گردید. برای نخستین بار پس از انقلاب ۱۳۵۷ ایران تصمیم گرفته شده از مقامات کشورهای خارجی برای شرکت در این مراسم دعوت شود. چند شبکه رادیویی و تلویزیونی در ایران مراسم تحلیف حسن روحانی را برای سراسر جهان پخش می‌کنند.
این مراسم یک روز پیش از سالگرد فرمان مشروطیت در ایران برگزار گردید.
در این مراسم بیش از ۵۵ هیئت خارجی که ۱۱ هیئت آن در سطح سران و بقیه از وزرا یا روسای مجالس بودند، شرکت کردند. حسن روحانی می‌گوید تماس و مذاکره با آن‌ها اولین قدم در دیپلماسی خارجی دولت بود که در فضای بین‌المللی بسیار مؤثر بود.

## برنامه‌ها و سخنرانی‌ها
- تلاوت قرآن
- پخش سرود ملی جمهوری اسلامی ایران
- سخنرانی علی لاریجانی رئیس مجلس[۴]
- سخنرانی صادق لاریجانی رئیس قوه قضائیه[۵]
- سخنرانی حسن روحانی رئیس‌جمهور: وی در این مراسم در حضور رئیس قوه قضائیه سوگند یاد کرد و سوگندنامه را امضا کرد.[۶]

حسن روحانی ابتدا متن سوگند را خواند: «من به عنوان رئیس‌جمهور در پیشگاه قرآن کریم و در برابر ملت ایران به خداوند قادر متعال سوگند یاد می‌کنم که پاسدار مذهب رسمی و نظام جمهوری اسلامی و قانون اساسی کشور باشم و همه استعداد و صلاحیت خویش را در راه ایفای مسئولیت‌هایی که برعهده گرفته‌ام به کار گیرم و خود را وقف خدمت به مردم و اعتلای کشور، ترویج دین و اخلاق، پشتیبانی از حق و گسترش عدالت سازم و از هرگونه خودکامگی بپرهیزم و از آزادی و حرمت اشخاص و حقوقی که قانون اساسی برای ملت شناخته است، حمایت کنم. در حراست از مرزها و استقلال سیاسی و اقتصادی و فرهنگی کشور از هیچ اقدامی دریغ نورزم و با استعانت از خداوند و پیروی از پیامبر اسلام و ائمه اطهار علیهم السلام قدرتی را که ملت به عنوان امانتی مقدس به من سپرده است همچون امینی پارسا و فداکار نگاهدار باشم و آن را به منتخب ملت پس از خود بسپارم. »
وی خطاب به قدرت‌های جهانی گفت: «به صراحت می‌گویم که اگر پاسخ مناسب می‌خواهید، نه با زبان تحریم، که با زبان تکریم با ایران سخن بگویید».
- پس از سوگند حسن روحانی به سخنرانی پرداخت و پس از آن فهرست وزرای پیشنهادی خود را طی یک نامه به رئیس مجلس تحویل داد.

مراسم در ساعت ۱۷:۳۶ پایان یافت.
- حسن روحانی با سران کشورهای خارجی و علی لاریجانی عکس یادگاری گرفت.
- مراسم رونمایی از تمبر یادبود به مناسبت مراسم تحلیف یازدهمین دوره ریاست جمهوری انجام شد.

## دعوت‌نامه‌ها
برای نخستین بار پس از انقلاب ۱۳۵۷ ایران تصمیم گرفته شده از مقامات کشورهای خارجی برای شرکت در این مراسم دعوت شود. سید عباس عراقچی سخنگوی وزارت خارجه گفته است: «ما دعوت‌نامه این مراسم را به همه کشورها ارسال کرده‌ایم که البته آمریکا و اسرائیل در این مورد مستثنی هستند. استقبال بسیار خوبی در حد استانداردهای یک مراسم تحلیف از این دعوت صورت گرفته است به خصوص از طرف کشورهای منطقه که ما در حال جمع‌بندی هستیم. عراقچی همچنین دربارهٔ دعوت از مقامات انگلیس برای شرکت در مراسم تحلیف گفت: در اروپا برای دعوت در مراسم تحلیف استثنا قائل نشدیم و از همه کشورهای اروپایی دعوت کردیم البته اصولاً مراسم تحلیف عمدتاً با حضور کشورهای منطقه و دوست برگزار می‌شود.»
یک عضو هیئت رئیسه مجلس می‌گوید تعیین مهمانان مراسم تحلیف منوط به تصمیم‌گیری در جلسه مشترک مجلس شورای اسلامی با تیم حسن روحانی است که در این رابطه مطمئناً هماهنگی و تعامل لازم صورت می‌گیرد. طبیعتاً از طرف تیم رئیس‌جمهور افرادی به عنوان مهمان معرفی می‌شوند که در جلسات مشترک در این رابطه تصمیم‌گیری خواهد شد.

## تدارکات
مهمانان خارجی مراسم تحلیف در حافظیه و هتل‌های بزرگ تهران مستقر خواهند شد و سعدآباد نیز برای محل استقرار روسای جمهور در نظر گرفته شده است. بعد از این مراسم مهمانان در مهمانی شام حسن روحانی شرکت خواهند کرد.

## مقامات ایرانی حاضر
- حسن روحانی، رئیس‌جمهور ایران
- همراهان رئیس‌جمهور: یاسر هاشمی رفسنجانی، عفت مرعشی (همسر هاشمی رفسنجانی)، صاحبه عربی (همسر روحانی)، دختران، پسر و داماد روحانی، محمود حجتی، مسعود سلطانی‌فر، علی یونسی، رضا صالحی امیری، محمد فروزنده، اکبر ترکان، محمدرضا نعمت‌زاده، بیژن نامدار زنگنه، علی ربیعی، محمدعلی نجفی، سید حسن قاضی زاده هاشمی، علی طیب‌نیا، مسعود نیلی، محمود واعظی، محمدباقر نوبخت، حمید چیت‌چیان، حسین دهقان، حسین فریدون، عباس آخوندی، محمد نهاوندیان، عبدالرضا رحمانی‌فضلی، سید محمود علوی، علی جنتی، جعفر میلی‌منفرد، اسحاق جهانگیری، محمدجواد ظریف، محمد جواد منتظری، تیمور علی عسگری، محمد شریعتمداری، محمدرضا صادق، مرتضی بانک، سید محمد علی شهیدی محلاتی، سید رضا اکرمی، محمد سلطانی‌فر، حمید ابوطالبی، حسام‌الدین آشنا، سید رضا رضوی، حسین مهرپور، محمود سریع‌القلم، امیرحسین زمانی‌نیا، عبدالخلیل معظم‌زاده
- اکبر هاشمی رفسنجانی، رئیس مجمع تشخیص مصلحت نظام
- محمد محمدی گلپایگانی، رئیس دفتر رهبر جمهوری اسلامی ایران
- صادق آملی لاریجانی، رئیس قوه قضائیه: از لحاظ قانونی حضور رئیس قوه قضاییه در این مراسم الزامی است.
- علی لاریجانی، رئیس مجلس شورای اسلامی
- علی‌اکبر ناطق نوری، رئیس دفتر بازرسی رهبر جمهوری اسلامی ایران
- محمدرضا مهدوی کنی، رئیس مجلس خبرگان
- احمد جنتی، دبیر شورای نگهبان به همراه فقها و حقوق‌دانان این شورا
- سید حسن خمینی متولی آرامگاه آیت اله خمینی
- محمدرضا رحیمی، معاون اول محمود احمدی‌نژاد
- محمدعلی جعفری، فرمانده سپاه پاسداران
- سید یحیی رحیم صفوی، فرمانده سابق سپاه پاسداران
- سید حسن فیروزآبادی، رئیس ستاد کل
- محمدعلی موحدی کرمانی، امام جمعه تهران
- اسماعیل احمدی مقدم، فرمانده ناجا
- سعید جلیلی، دبیر شورای عالی امنیت ملی جمهوری اسلامی ایران
- اعضای شورای عالی انقلاب فرهنگی
- اعضای مجمع تشخیص مصلحت نظام
- اعضای شورای عالی قضایی
- استانداران
- نمایندگان بیوت مراجع تقلید
- نمایندگان ولی فقیه و امامان جمعه سراسر کشور

## مقامات خارجی حاضر
در این مراسم سران و مقامات کشورهای افغانستان، قزاقستان، پاکستان، لبنان، ارمنستان، کره شمالی، تاجیکستان، ترکمنستان، عراق، سودان، سوریه، سوازیلند، روسیه، ونزوئلا، الجزایر، آذربایجان، امارات، ازبکستان، مالزی، هند، نیکاراگوئه، تانزانیا، کوبا، غنا، کومور، اوکراین، کویت، آفریقای جنوبی، برزیل، ترکیه، سریلانکا، موریتانی، گیبنه بیسائو، بروندی، فلسطین، بنین، توگو، چین، عمان، قطر، اتیوپی، مغولستان، تونس، گرجستان، نیجریه، نیجر، عربستان سعودی، گینه کوناکری، مولداوی، سورینام شرکت می‌کنند. همچنین معاونان دبیرکل سازمان ملل و سازمان همکاری اسلامی نیز در این مراسم حضور دارند. ماهاتیر محمد، نخست‌وزیر پیشین مالزی و خاویر سولانا رئیس پیشین سیاست خارجی اتحادیه اروپا نیز مهمانان ویژه مراسم تحلیف روحانی خواهند بود.

### مقامات بین‌المللی
- سازمان ملل متحد، یان کوبیش، معاون دبیرکل سازمان ملل
- سازمان ملل متحد، گری لوییس، نماینده مقیم سازمان ملل در تهران
- اتحادیه اروپا، خاویر سولانا، مسئول سابق سیاست خارجی اتحادیه اروپا

### پادشاه، رئیس‌جمهور یا نخست‌وزیر
- قطر، تمیم بن حمد بن خلیفه آل ثانی، امیر
- ارمنستان، سرژ سرکیسیان، رئیس‌جمهور
- قزاقستان، نورسلطان نظربایف، رئیس‌جمهور
- پاکستان، آصف علی زرداری، رئیس‌جمهور
- تاجیکستان، امام علی رحمان، رئیس‌جمهور
- ترکمنستان، قربانقلی بردی محمداف، رئیس‌جمهور
- لبنان، میشل سلیمان، رئیس‌جمهور
- جمهوری اسلامی افغانستان، حامد کرزی، رئیس‌جمهور
- گینه بیسائو، خوائو برناردو ویریا، رئیس‌جمهور
- توگو، فاوره گناسینگبه، رئیس‌جمهور
- سوریه، وائل حلقی، نخست‌وزیر
- اسواتینی، بارناباس سیبوسیسو دلامینی، نخست‌وزیر

### رئیس مجلس
- امارات متحده عربی، محمد احمد المر، رئیس مجلس
- روسیه، سرگئی ناریشکین، رئیس مجلس دوما
- کره شمالی، کیم یونگ نام، رئیس مجلس
- جمهوری آذربایجان، اوگتای اسداف، رئیس مجلس
- جمهوری کنگو، ژوستن کومبا، رئیس مجلس
- ونزوئلا، دیوسدادو کبیو، رئیس مجلس
- الجزایر، عبدالقادر بن صالح، رئیس مجلس
- ازبکستان، ایلگیزر صابراف، رئیس مجلس

### معاون رئیس‌جمهور یا معاون نخست‌وزیر
- عراق، خضیر خزاعی، کفیل و معاون رئیس‌جمهور
- نیکاراگوئه، عمر هالسلونز، معاون رئیس‌جمهور
- تانزانیا، محمد قریب بلال، معاون رئیس‌جمهور
- کوبا، ریکاردو کاپری ساس، معاون رئیس‌جمهور
- غنا، جان درامانی ماهاما، معاون رئیس‌جمهور
- اوکراین، کنستانتین کریشنکو، معاون نخست‌وزیر
- کویت، شیخ احمد الصباح، معاون نخست‌وزیر
- مالزی، تیمبالان پردانا منتری، معاون نخست‌وزیر

### وزیر امور خارجه
- گرجستان، وزیر امور خارجه[۱۲]
- برزیل، آنتونیو پاتریوتا، وزیر امور خارجه
- ترکیه، احمد داوداغلو، وزیر امور خارجه
- سری‌لانکا، جی ال پیریس، وزیر امور خارجه
- موریتانی، حمادی، وزیر امور خارجه
- گینه بیسائو، فوسیتنو ایمبالی، وزیر امور خارجه
- برونئی، محمد اولکیاه، وزیر امور خارجه
- مالزی، عنیفه عمان، وزیر امور خارجه
- هند، سلمان خورشید، وزیر امور خارجه
- فلسطین، ریاض مالکی، وزیر امور خارجه
- آفریقای جنوبی، میت کوانا ماشابانه، وزیر امور خارجه
- عربستان سعودی، مساعد بن محمد العیبان، وزیر مشاور در امور خارجه

### دیگر مقامات
- چین، سای وو، وزیر فرهنگ
- مولداوی، یوان پدورا رو، رئیس نهاد ریاست جمهوری
- ترکیه، جودت ییلماز، وزیر توسعه
- اسپانیا، خاویر سولانا، وزیر اسبق امور خارجه
- عمان، هیثم بن طارق آل سعید، وزیر میراث و فرهنگ
- مالزی، ماهاتیر محمد، نخست‌وزیر سابق
- نماینده حماس و حزب‌الله لبنان

## غایبین
- محمود احمدی‌نژاد، رئیس‌جمهور سابق: محمود احمدی‌نژاد با وجود اینکه دعوت بود در این مراسم شرکت نکرد.
- سید شریف حسینی عضو هیئت رئیسه مجلس شورای اسلامی.
- سید محمد خاتمی، پنجمین رئیس‌جمهور ایران
- سودان، عمر البشیر: به علت مخالفت شرکت هواپیمایی سعودی با عبور از حریم هوایی عربستان، از شرکت در مراسم بازماند.[۱۳][۱۴]

## حاشیه‌ها
- از حاشیه‌های این مراسم می‌توان به دعوت جک استراو، وزیر امور خارجه اسبق بریتانیا برای شرکت در مراسم تحلیف اشاره کرد. این دعوت که به درخواست حسن روحانی و از جانب وزارت امور خارجه دولت دهم ایران انجام شد، با استقبال جک استراو و انتقاد شدید برخی نمایندگان اصولگرای مجلس شورای اسلامی مواجه شد.[۱۵] با وجود مخالفت‌های برخی مقامات حکومتی در ایران، روحانی در دعوت از استراو پافشاری می‌کند و از این رو تصمیم دارد به وعده‌های انتخاباتی خود مبنی بر آشتی با جهان پایبند باشد.[۱۶] نهایتاً جک استراو در این مراسم شرکت نکرد.
- موسسه آتلانتیک یا همان اندیشکده آتلانتیک یکی از مراکز خبری است که در این مراسم قرار است شرکت کنند. برخی خبرگزاری‌ها این مؤسسه را مرتبط با سازمان پیمان آتلانتیک شمالی (ناتو) اعلام کردند. ریاست مؤسسه آتلانتیک چندی پیش بر عهده چاک هگل، وزیر دفاع فعلی آمریکا به عهده داشته است.[۱۷] گفتنی است روابط ایران و آمریکا در دهه‌های اخیر دوران پرتنشی را سپری کرده است.

## بازتاب
- وال استریت ژورنال: چند روز پیش از مراسم تحلیف وال استریت ژورنال نوشت ایران از تحلیف روحانی برای ارائه شاخه زیتون به جهان و نمایش روابط خوب خود با کشورهای مختلف استفاده کرده است. این روزنامه همچنین اضافه کرد با اشاره به حضور مقامات ارشد کشورهای مختلف در مراسم تحلیف رئیس‌جمهور منتخب، مراسم تحلیف حسن روحانی با هیاهوی دیپلمایتک همراه شده است.[۲]
- جی کارنی سخنگوی کاخ سفید می‌گوید که مراسم تحلیف حسن روحانی به عنوان رئیس‌جمهوری ایران این مجال را برای این کشور ایجاد می‌کند تا در سریع‌ترین زمان ممکنه نگرانی‌های جامعه جهانی در خصوص برنامه هسته‌ای خود را برطرف کند. چنانچه دولت جدید ایران در مسیر رفع نگرانی‌های بین‌المللی جدی باشد، آمریکا نیز از تعامل استقبال خواهد کرد.[۱۸]
- خبرگزاری رویترز گزارش داد رئیس‌جمهور جدید ایران گفتگو و احترام را خواستار است. وی کابینه‌ای از تکنوکرات‌های مجرب را در حالی که روز یکشنبه سوگند یاد کرد برگزید و گفت که امیدوار است اعتمادسازی با قدرت‌های غربی به حل مشاجره هسته‌ای و رفع تحریم‌های بین‌المللی کمک کند.[۱۹]
- شبکه خبری الجزیره گزارش داد «روحانی از غرب می‌خواهد تحریم‌های ایران را رها کند. رئیس‌جمهور جدید ایران در سخنرانی در مراسم تحلیف می‌گوید که «زبان تحریم» کارایی ندارد.»[۱۹]
- خبرگزاری آسوشیتدپرس عنوان کرد رئیس‌جمهور جدید ایران روز یکشنبه از غرب خواست «زبان تحریم» را در برخورد با جمهوری اسلامی در برنامه هسته‌ای رها کند و ابراز امیدواری کرد که فشار اقتصادی بر مردم کاهش یابد.[۱۹]
- شبکه خبری سی‌بی‌اس نیز گزارش داد رئیس‌جمهور جدید ایران وقتی روز یکشنبه سوگند یاد کرد، وعده گفتگو و احتیاط را داد. او سخنرانی‌اش را با پیامی برای آمریکا پایان داد که می‌گوید زبان تکریم و نه تحریم کارآمد خواهد بود.[۱۹]

## رسانه‌ها
علاوه بر رسانه‌های داخلی ایران شامل واحد مرکزی خبر، پرس تی وی و العالم، خبرنگاران غیر مقیم خارجی از کشورهای آذربایجان، آرژانتین، آلمان، اسپانیا، اسلوونی، آمریکا، انگلستان، ایتالیا، روسیه، ژاپن، سوئیس، لبنان، نیجریه، نروژ، ترکیه و فرانسه به کشور سفر می‌کنند. تعداد خبرنگاران غیرمقیم جهت انعکاس رسانه‌ای مراسم تنفیذ حکم و تحلیف ریاست جمهوری از کشورهای آمریکا، انگلستان، آلمان و ژاپن به ترتیب برابر، ۱۴، ۵، ۴و ۳ نفر است.
- رسانه‌های خارجی حاضر در مراسم:[۲۰]

| ایالات متحده آمریکا · سی بی اس نیوز · ای بی سی نیوز · ان‌بی‌سی · موسسه خبری آتلانتیک | آلمان · زد د اف · ای آر دی · مجله فوکوس · روزنامه هندلسبلات | ایتالیا · رادیو رادیکاله · روزنامه لارپوبلیکا · روزنامه ایل سوله ۲۴ اوره · - | فرانسه · یورو نیوز · مجله نوول اوبزرواتور · - · - | ژاپن · آساهی · ان تی وی | روسیه · راشا تودی · رادیو صدای روسیه | جمهوری آذربایجان · خبرگزاری ترند · شبکه خزر | انگلستان · کانال ۴ · -       |
| ترکیه · cnn ترک                                                                    | آرژانتین · نشریه لاناسیون                                   | نیجریه · مجله دیپلمات                                                        | سوئیس · اس آر اف                                  | لبنان · المیادین        | اسپانیا · روزنامه ال پائیس           | نروژ · ان آر کا                             | اسلوونی · آژانس خبری اسلوونی |

## پخش مستقیم
چند شبکه رادیویی و تلویزیونی در ایران مراسم تحلیف حسن روحانی را برای سراسر جهان پخش می‌کنند. مدیرکل روابط عمومی صدا و سیما از پخش مراسم تحلیف رئیس‌جمهور از شبکه‌های داخلی و برون مرزی خبر داد. برخی شبکه‌های برون مرزی و شبکه خبر از جمله شبکه‌هایی هستند که این مراسم را به‌طور کامل پخش خواهند کرد. این مراسم قرار است روز ۱۳ مرداد ۱۳۹۲ به‌طور مستقیم از رادیو فرهنگ پخش شود. دیگر شبکه‌های رادیویی نیز این برنامه را پوشش خواهند داد.

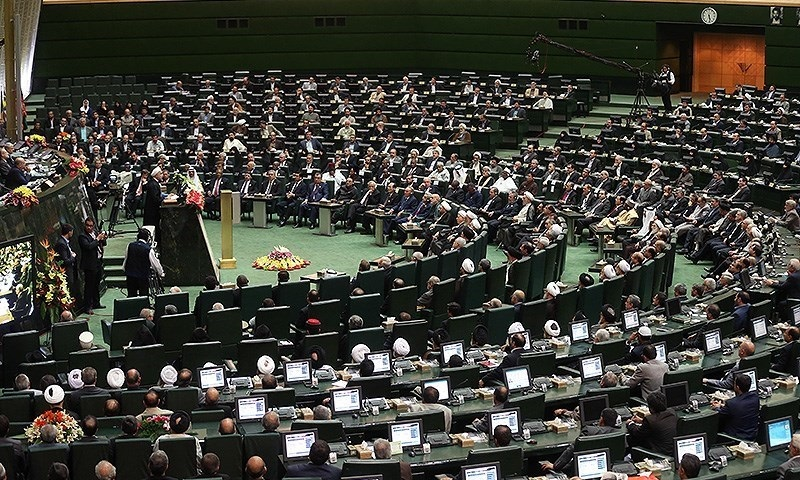
سالن در زمان سخرانی روحانی

## معرفی کابینه
حسن روحانی در انتهای سخنرانی خود درخواست بررسی و سابقهٔ کاری اعضای کابینهٔ پیشنهادی دولت تدبیر و امید را به ریاست مجلس ارائه داد که پس از آن توسط دبیر مجلس متن نامه و فهرست اعضای کابینه خوانده شد. فهرست کابینه پیشنهادی چنین بود:
- بیژن زنگنه (وزارت نفت)
- عبدالرضا رحمانی فضلی (وزارت کشور)
- علی طیب‌نیا (وزارت اقتصاد)
- سید محمود علوی (وزارت اطلاعات)
- حمید چیت‌چیان (وزارت نیرو)
- حسین دهقان (وزارت دفاع)
- محمدرضا نعمت‌زاده (وزارت صنعت، معدن، تجارت)
- محمود حجتی (وزارت کشاورزی)
- علی ربیعی (وزارت کار، تعاون و رفاه)
- عباس آخوندی (وزارت راه و شهرسازی)
- محمدعلی نجفی (وزارت آموزش و پرورش)
- سیدحسن قاضی‌زاده هاشمی (وزارت بهداشت)
- مسعود سلطانی‌فر (وزارت ورزش و جوانان)
- محمدجواد ظریف (وزارت خارجه)
- مصطفی پورمحمدی (وزارت دادگستری)
- علی جنتی (وزارت ارشاد)
- محمود واعظی (وزارت ارتباطات)
- جعفر میلی منفرد (وزارت علوم)